# Wojskowy Sąd Okręgowy Nr IV
Wojskowy Sąd Okręgowy Nr IV – jednostka organizacyjna służby sprawiedliwości Wojska Polskiego II RP z siedzibą w Łodzi.

## Historia
Po zakończeniu I wojny światowej i odzyskaniu przez Polskę niepodległości utworzono Sąd Wojskowy Generalnego Okręgu Wojskowego, który funkcjonował od 17 grudnia 1918 do 19 kwietnia 1919. Pierwszym kierownikiem i organizatorem tego sądu był do 29 stycznia 1919 kpt. Jerzy Dudrewicz. Po likwidacji ww. sądu jego struktury przekazano Sądowi Wojskowemu Okręgu Generalnego w Warszawie, natomiast w Łodzi utworzono przy DOGen. Oddział Wojskowo-Prawny, mający charakter ekspozytury śledczej sądu z Warszawy, zaś jego kierownikiem został kpt. Jonasz Marceli. 
3 listopada 1919 roku minister spraw wojskowych reaktywował Sąd Wojskowy Okręgu Generalnego w Łodzi. Właściwość sądu rozciągała się na całe terytorium podległe Dowództwu OGen. Łódź. Sąd podjął działalność z dniem 1 stycznia 1920 roku, a jego pierwszym szefem, i zarazem organizatorem był mjr KS Edward Riedl.
Rozporządzeniem Ministra Spraw Wojskowych z 22 sierpnia 1921 dotychczasowy sąd został przemianowany na Wojskowy Sąd Okręgowy Nr IV w Łodzi. 
Na obszarze właściwości terytorialnej WSO Nr IV działały wojskowe sądy rejonowe, utworzone w 26 października 1921 w wyniku przemianowania wojskowych sądów załogowych.
Sąd mieścił się przy ulicy Stanisława Moniuszki 2. Był sądem wojskowym drugiej instancji. Oficerowie sądu pełnili stanowiska szefa sądu, sędziów orzekających, sędziów śledczych dla spraw szczególnej wagi, sędziów śledczych czy sekretarza sądu. Do sądu przydzielani byli także oficerowie korpusu sądowego (KS) bez funkcji sądowych.
Wojskowy sąd okręgowy obejmował swoim obszarem działania cały Okręg Korpusu Nr IV. Sąd wykonywał czynności zasadniczo na swoim obszarze działania. Poza swoim obszarem działania sąd mógł wykonywać czynności tylko, gdy wymagało tego dobro wymiaru sprawiedliwości, ewentualnie gdy znacznie oszczędzono by koszty.

## Obsada
Szefowie sądu
- mjr / płk KS (Korpusu Sądowego) Edward Riedl (15 XI 1919[6] - 1 XI 1924 → szef WSO Nr IX)
- płk KS (Korpusu Sądowego) Artur Alfred Ganczarski (1 XI 1924[7] – III 1925[8])
- ppłk / płk KS (Korpusu Sądowego) Stanisław Dobrowolski (III 1925[8][9] – 1929)
- płk KS (Korpusu Sądowego) Stanisław Orski (1930-1931)
- ppłk KS (Korpusu Sądowego) Stanisław Edmund Wróblewski (III 1931[10] – 31 VIII 1935 → stan spoczynku[11])
- ppłk aud. dr Tadeusz Matysek (VIII 1935[12] – 1939)

Obsada personalna sądu w listopadzie 1919 roku
- szef sądu – mjr KS (Korpusu Sądowego) Edward Riedl
- sędzia – kpt. KS (Korpusu Sądowego) Aleksander Wierzbowski
- sędzia – kpt. KS (Korpusu Sądowego) Alfred Sosiński
- sędzia śledczy – kpt. KS Stanisław Kowalewski
- sędzia śledczy – kpt. KS dr Wiktor Blumenfeld
- sędzia śledczy – ppor. KS Włodzimierz Waszczyński
- oficer asystent – ppor. KS Stanisław Bialicki
- oficer asystent – ppor. KS Mieczysław Brycki
- oficer asystent – ppor. KS Aleksander Knebel

Obsada personalna sądu w 1924 roku
- szef sądu – płk KS Artur Alfred Ganczarski
- sędzia orzekający – ppłk KS Rudolf Ryszard Quatter
- sędzia orzekający – mjr KS Józef Gralewski
- sędzia śledczy – mjr KS Tadeusz Walenty Masłowski
- sędzia śledczy dla spraw szczególnej wagi – mjr KS Lucjan Korycki
- sędzia śledczy – kpt. KS Władysław Jan Terlecki
- kpt. KS dr Józef Mitowski
- kpt. KS Erwin Bordolo
- kpt. KS dr Alojzy Smoła
- kpt. rez. KS Roman Oktawian Szluha
- por. więz. Józef Trytko

Obsada personalna w 1939 roku
Obsada personalna i struktura organizacyjna w marcu 1939 roku:
- szef sądu – ppłk dr Tadeusz Matysek
- sędzia orzekający – mjr dr Alojzy Smoła
- sędzia orzekający – mjr dr Roman Stanisław Zubczewski
- sędzia śledczy – mjr dr Władysław Hebrowski
- asystent – kpt. mgr Marian Władysław Antoni Kryczyński

## Wojskowa Prokuratura Okręgowa Nr 4
Od 1921 roku w Łodzi funkcjonowała Prokuratura przy Wojskowym Sądzie Okręgowym Nr IV.
Wojskowi prokuratorzy okręgowi
- ppłk / płk KS Edward Saski (1921 – 15 XII 1925 → szef wydziału w Dep. Sprawiedliwości MSWojsk.[9])
- ppłk KS dr Eugeniusz Karol Grzegorz Nawarski (15 I 1926[17] – 1 III 1927 → stan spoczynku z dniem 30 IV 1927[18])
- ppłk / płk KS Ernest Artur Marschalko (7 III 1927[19][20][21] – 27 II 1928 → referent w Dep. Sprawiedliwości MSWojsk.[22])
- płk KS Ernest Artur Marschalko (24 IV 1928[23] – 1929[9])
- mjr / ppłk KS dr Jan Zygmunt Dąbrowski (14 IV 1930 – 26 II 1931 → prokurator Prokuratury przy WSO Nr VI)
- mjr KS Mieczysław Godlewski (od 26 II 1931[24])
- mjr KS Tadeusz Ludwik Jaskólski (1932 – 21 VI 1933 → szef WSO Nr II[25])
- ppłk KS Henryk I Rzewuski (1933 – 31 VIII 1935 → prokurator przy WSO Nr V[12])
- ppłk aud. dr Jacenty Raczek (31 VIII 1935[26] – IX 1939)

Obsada personalna w listopadzie 1919 roku
- prokurator – kpt. KS Julian Eborowicz
- podprokurator – por. KS Bronisław Polakiewicz
- podprokurator – por. KS Wincenty Zaremba
- oficer asystent – ppor. KS Jan Chmielowski
- oficer asystent – ppor. KS Józef Okwieciński

Obsada personalna w marcu 1939 roku
- prokurator – ppłk dr Jacenty Raczek
- wiceprokurator – mjr Mieczysław Brycki
- podprokurator – kpt. dr Arnold Tarczewski
- asystent – por. mgr Franciszek Łukaszewicz
- asystent – por. mgr Wacław Michał Kownas